# Médaille de cristal du CNRS
Pour les articles homonymes, voir Médailles du CNRS.
La médaille de cristal du CNRS, créée en 1992 sous le simple nom de Cristal, « récompense celles et ceux qui, par leur créativité, leur maîtrise technique et leur sens de l'innovation, contribuent aux côtés des chercheurs à l'avancée des savoirs et à l'excellence de la recherche française ».
Jusqu'en 2013, il se présentait sous la forme d'un objet de cristal créé pour le CNRS par le verrier et sculpteur Yan Zoritchak. À partir de 2014, le CNRS unifie la nomenclature de ses prix nationaux, faisant du Cristal une « Médaille de cristal », sur le modèle des médailles de bronze, d'argent et d'or qu'il décernait déjà. 

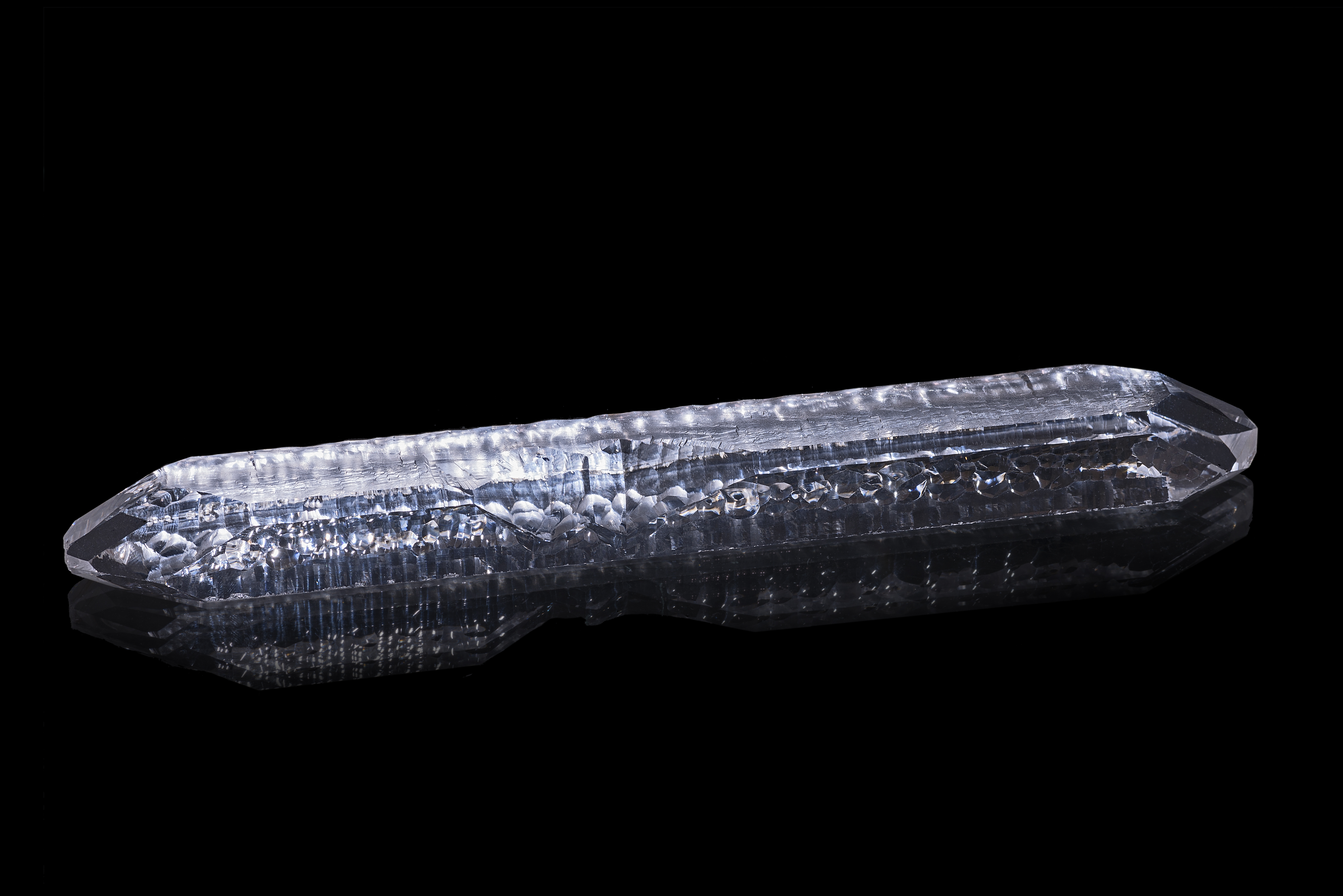
Synthèse de quartz.